# Надозерье (Гдов)
Надозерье — деревня в Гдовском районе Псковской области России. Входит в состав городского поселения «Гдов» Гдовского района.

## География
Расположена на берегу Чудского озера, в 8 км к северу от Гдова и в 1,5 км к западу от деревни Полично.

## Население
Численность населения деревни по оценке на 2000 год составляет 26 человек, по переписи 2002 года — 20 человек.

## История
До 2005 года деревня входила в состав ныне упразднённой Гдовской волости.